# Gaio Valerio Catullo
Gaio Valerio Catullo (in latino Gaius Valerius Catullus, pronuncia classica o restituta: [ˈɡaːɪ.ʊs waˈlɛrɪ.ʊs kaˈtʊllʊs]; Verona, 84 a.C. circa – Roma, 54 a.C. circa) è stato un poeta romano.
Le sue liriche d'amore, raccolte nel "Catulli Veronensis Liber", rappresentano il primo esempio di letteratura latina in grado di esprimere l'intensità delle passioni amorose sul modello ellenistico della poesia di Saffo, Callimaco e degli Alessandrini.

## Biografia

### Origini familiari
Gaio Valerio Catullo proveniva da un'agiata famiglia latina che aveva contribuito a fondare la città di Verona, nella Gallia Cisalpina; il padre avrebbe ospitato Q. Metello Celere e Giulio Cesare in casa propria al tempo del loro proconsolato in Gallia. Per quanto concerne gli estremi cronologici della sua biografia, San Girolamo pone l'87 a.C. e il 57 a.C. rispettivamente come data di nascita e di morte e specifica che egli morì alla giovane età di trent'anni. Tuttavia, poiché nei suoi carmi Catullo accenna ad avvenimenti che riportano all'anno 55 a.C. (come l'inizio del secondo consolato di Pompeo e l'invasione della Britannia da parte di Cesare), si è maggiormente propensi a ritenere che egli sia nato nell'85-84 e morto nel 55-54 a.C., assumendo il fatto che sia morto a trent'anni.

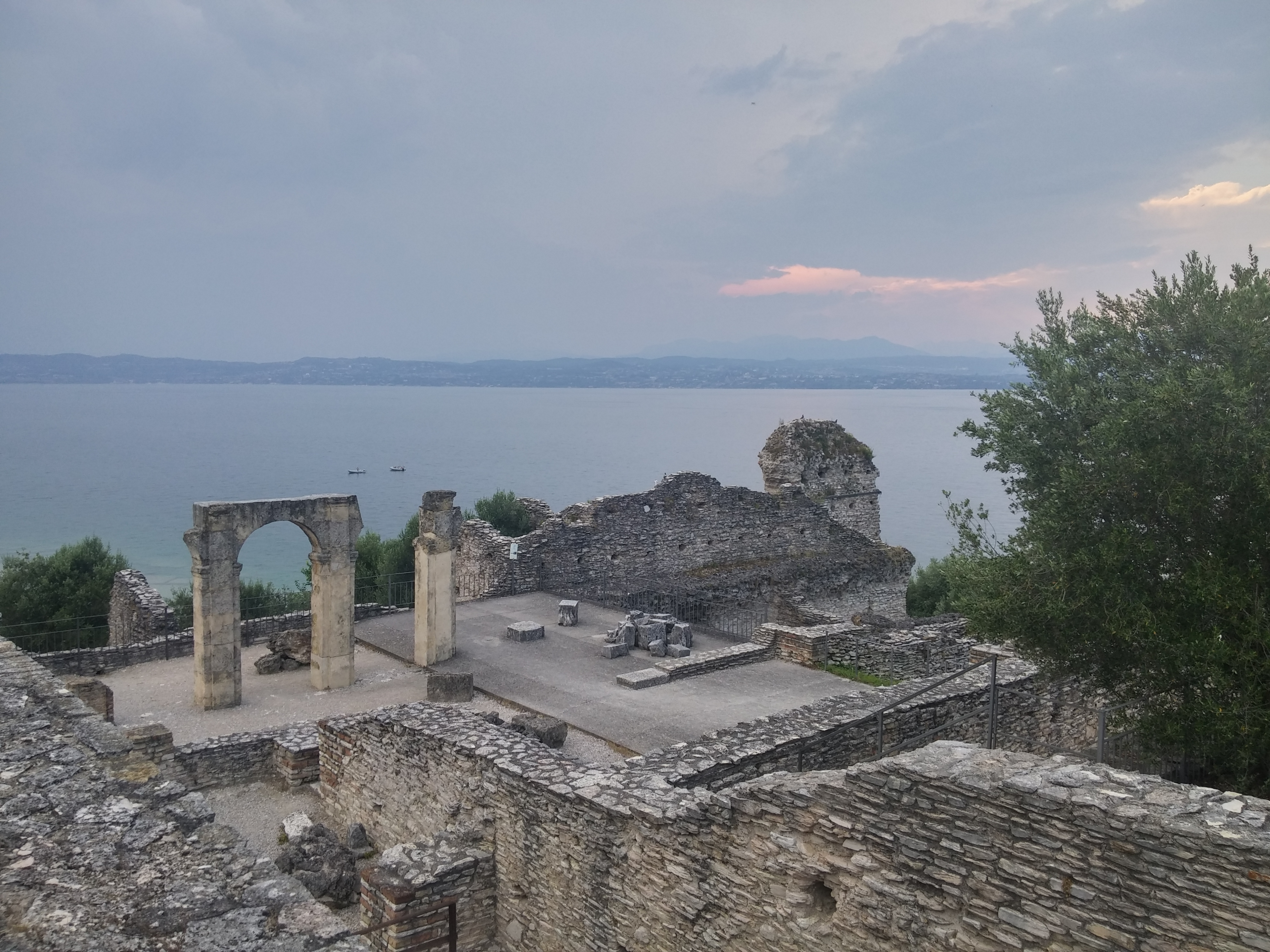
Sirmione, Grotte di Catullo

### Trasferimento a Roma, vita sociale e letteraria

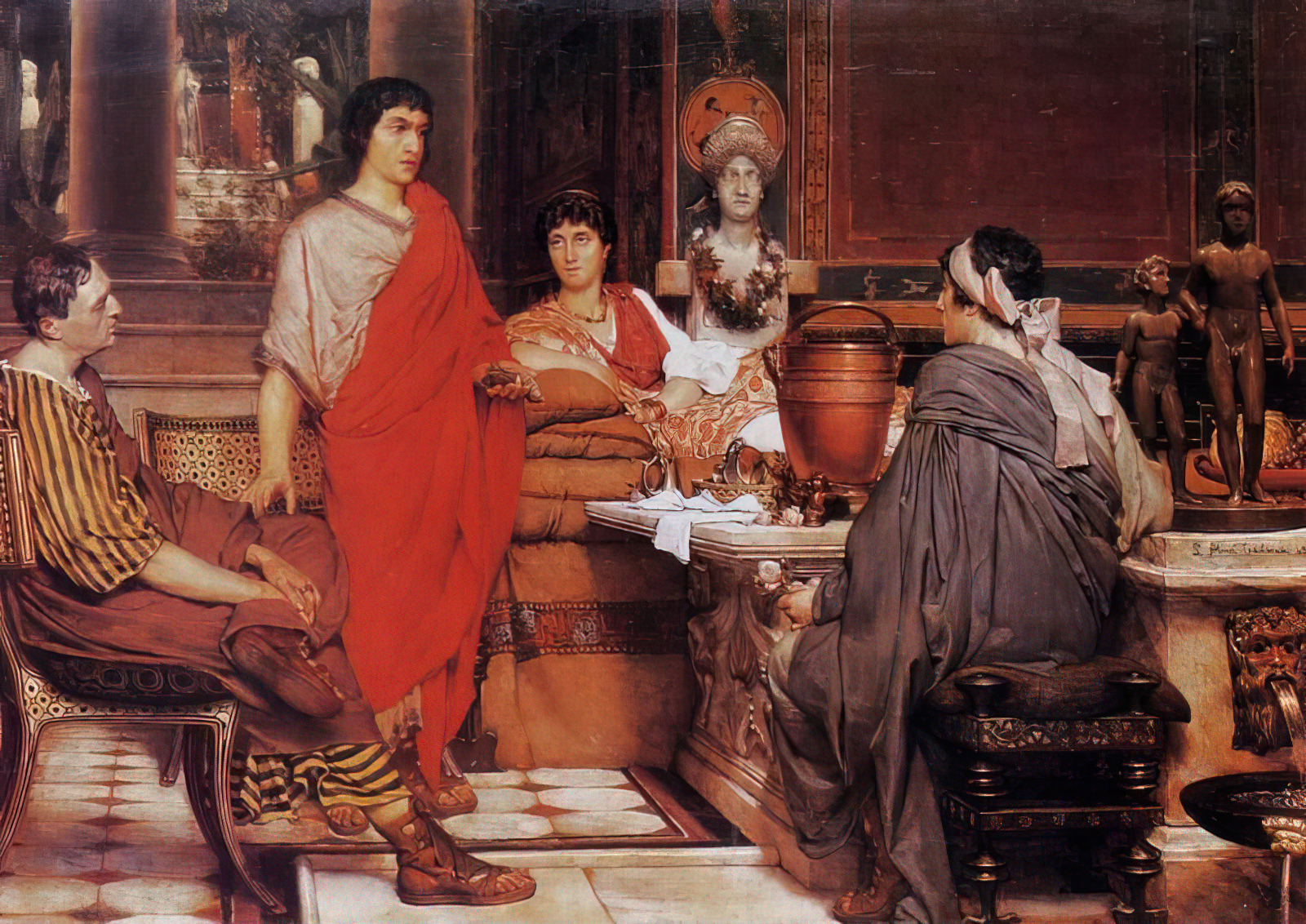
Catullo da Lesbia, dipinto di Lawrence Alma-Tadema (1865).

Trasferitosi nella Capitale non ancora ventenne, si suppone intorno al 61-60 a.C., cominciò a frequentare ambienti politici, intellettuali e mondani, conoscendo personaggi influenti dell'epoca, come Quinto Ortensio Ortalo, Gaio Memmio, Cornelio Nepote e Asinio Pollione. Ebbe rapporti non idilliaci con Cesare e Cicerone: per il primo scrisse diversi epigrammi di riprovazione morale della sua condotta mentre al filosofo arpinate dedicò il Carme XLIX, di dubbia interpretazione tra un sincero ringraziamento o un'ironica apostrofe. Le sue precedenti esperienze di letterato a Verona gli facilitarono l'ingresso nel circolo dei "poeti nuovi" del quale facevano parte anche gli amici Licinio Calvo ed Elvio Cinna. Durante il suo soggiorno a Roma ebbe una travagliata relazione con Clodia, sorella del tribuno Clodio e moglie del console Quinto Metello Celere. 

Clodia viene cantata nei carmi con lo pseudonimo letterario "Lesbia", in onore della poetessa greca Saffo, molto cara a Catullo e originaria dell'isola di Lesbo. Il celebre Carme LI fu composto come l'adattamento di un'ode saffica ed è da molti stato interpretato come la prima dichiarazione di amore per Clodia. La donna aveva una decina d'anni più di Catullo che la descrive bella, colta, intelligente ma anche emancipata e spregiudicata. Il loro incontro avvenne probabilmente a Verona intorno al 62 a.C. durante il governatorato di Quinto Metello Celere nella città scaligera e la relazione andò avanti diversi anni alternando periodi di litigi, gelosie e riappacificazioni. L'ultimo carme che Catullo scrisse per l'amata può essere datato al 55 o 54 a.C., perché in esso viene menzionata la spedizione di Cesare in Britannia. 
Tuttavia, come è risaputo, il poeta ebbe anche relazioni omoerotiche (ἔρως παιδικός) di non trascurabile importanza: la più celebre e documentata in cinque dei suoi carmi fu quella con un giovinetto romano (di dubbia condizione sociale, forse persino uno schiavo o un liberto) di nome Giovenzio. A tale amore si deve uno dei più teneri componimenti catulliani: il carme XLVIII, in cui il poeta, dimostrandosi ancora una volta in linea con la figura del poeta doctus, ripercorre le metafore più diffuse ed in voga nella poetica alessandrina relativamente alla pratica della pederastia, come si legge nel XII libro dell'Antologia Palatina.   
Catullo trascorse anche lunghi soggiorni lontano da Roma per concedersi dolci riposi nella villa paterna di Sirmione, sul lago di Garda, autentico luogo dell'anima per il poeta. Il Carme XXXI è un omaggio all'amata penisola di Sirmione e fu composto dopo un travagliato viaggio di ritorno dalla Bitinia dove era stato tra il 57-56 a.C. al seguito del pretore Gaio Memmio. In quella circostanza andò anche a rendere omaggio alla tomba del fratello morto alcuni anni prima e sepolto nella Troade. Il viaggio non recò però alcun beneficio a Catullo che ritornò senza i guadagni economici sperati al momento della partenza, né la lontananza riuscì a fargli riacquistare la serenità perduta a causa dell'incostanza di Lesbia e dei sospetti tradimenti. Fu tuttavia una nota positiva la visita alla lapide del fratello, in occasione della quale scrisse il Carme CI (al quale si ispirò in seguito Ugo Foscolo per la poesia In morte del fratello Giovanni). 

Dalla raccolta dei suoi carmi non emergono chiare simpatie politiche e in essi Catullo è rivelato in un atteggiamento a debita distanza dalla vita politica, dedicato essenzialmente alla poesia concepita come lusus fra amici che esprime un certo distacco dai personaggi protagonisti della stagione tardo-repubblicana di Roma. I suoi componimenti esternano talvolta una sostanziale riprovazione per l'arrivismo e la disonestà di certa politica nonché per quei poeti che si legavano a essa in cambio di protezione e favori economici. Catullo visse comunque da vicino gli avvenimenti principali del suo tempo: dalla formazione del primo triumvirato, alla violenta guerra condotta da Cesare in Gallia e Britannia, passando per l'aspra rivalità tra Clodio, fratello della sua amata Lesbia, e Cicerone (costretto nel 58 a.C. a un esilio e poi richiamato) fino ai patti di Lucca e al secondo consolato di Pompeo. Nel Carme LII , usando le parole di Alfonso Traina, "il disprezzo della vita politica si fa disprezzo per la vita stessa": 
(Carme 52)

## Opera

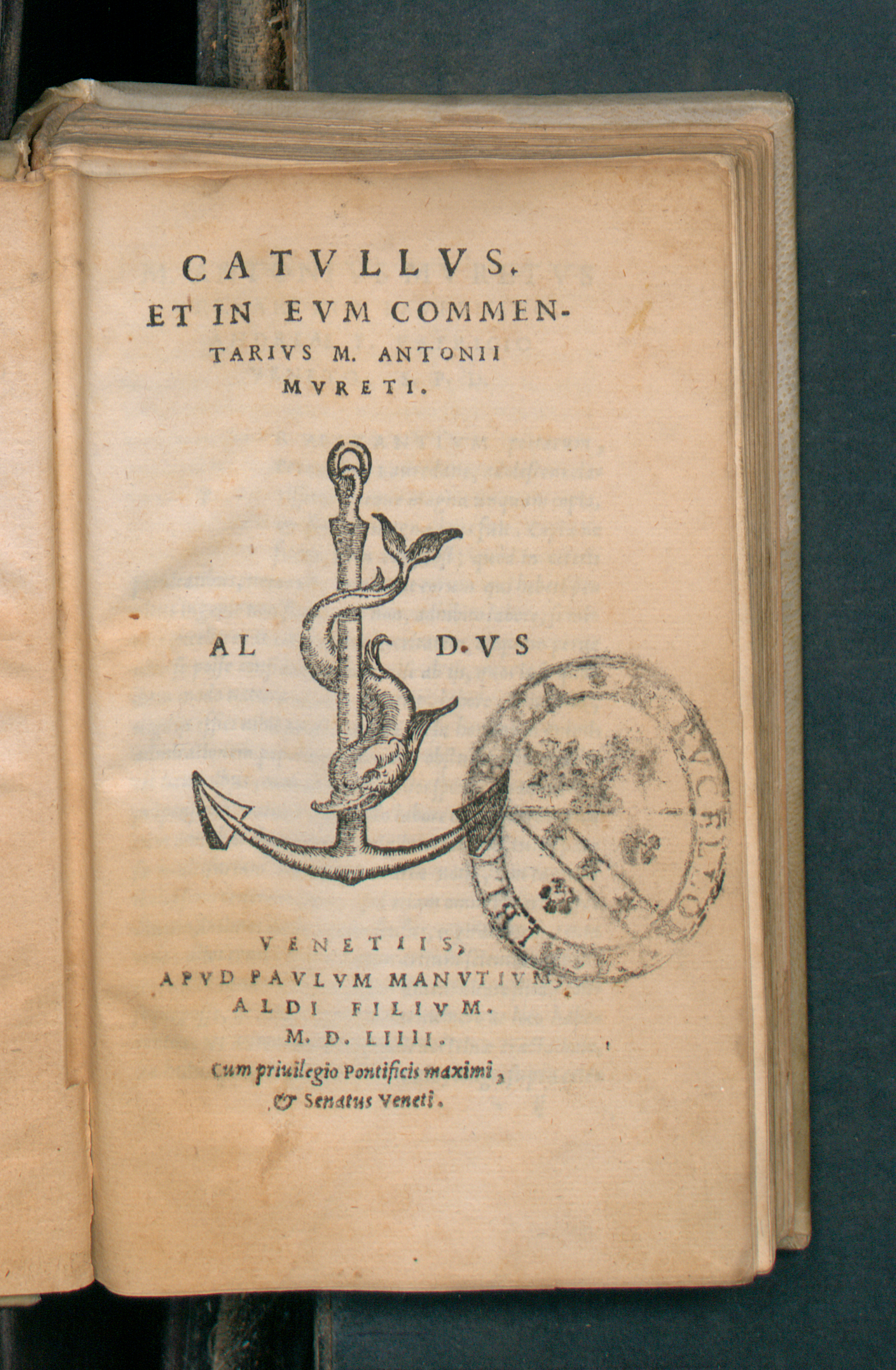
Marco Antonio Mureto, Catullus et in eum commentarius, Venetiis, apud Paulum Manutium, 1554.

Il liber di Catullo non fu ordinato dal poeta stesso, che non aveva concepito l'opera come un corpo unico, anche se un editore successivo (forse lo stesso Cornelio Nepote a cui è stata dedicata la prima parte dell'opera) ha diviso il liber catulliano in tre parti secondo un criterio di tipo metrico: i carmi da 1 a 60, sotto il nome di nugae (letteralmente "sciocchezze"), brevi carmi polimetri, per lo più faleci e trimetri giambici; i carmi da 61 a 68, i cosiddetti carmina docta d'impronta alessandrina e per lo più in esametri e distici elegiaci; i carmi dal 69 al 116 sono gli epigrammi ("epigrammata"), in distici elegiaci.

## Il mondo poetico e concettuale di Catullo

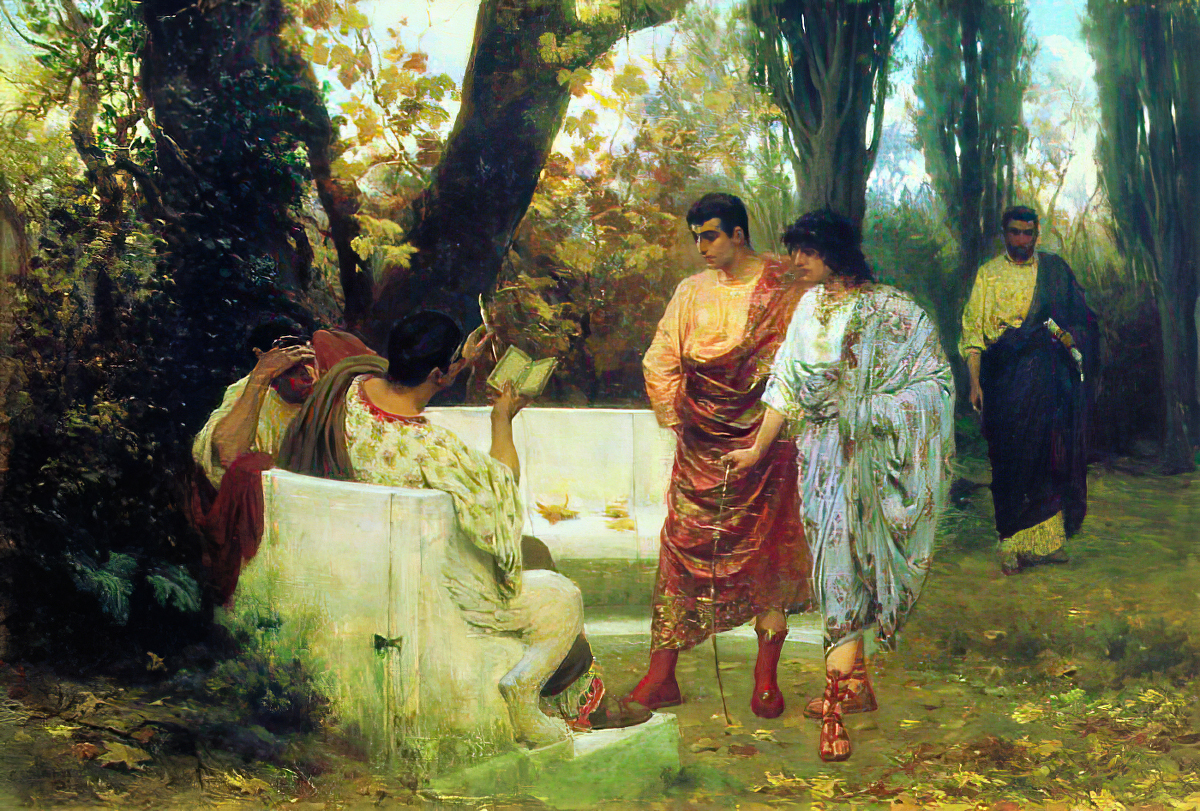
Il poeta Catullo legge uno dei suoi scritti agli amici, da un dipinto di Stefan Bakałowicz.

Catullo è per noi uno dei più noti rappresentanti della scuola dei neòteroi, poetae novi, ("poeti nuovi"), che facevano riferimento ai canoni dell'estetica alessandrina e in particolare al poeta greco Callimaco, creatore di un nuovo stile poetico che si distacca dalla poesia epica di tradizione omerica divenuta a suo parere stancante, ripetitiva e dipendente quasi unicamente dalla quantità (in riferimento all'abbondanza dei versi di quest'ultima) piuttosto che dalla qualità. Sia Callimaco che Catullo, infatti, non descrivono le gesta degli antichi eroi o degli dei, ma si concentrano su episodi semplici e quotidiani. I neòteroi si dedicano perlopiù all'otium letterario piuttosto che alla politica per rendere liete le loro giornate, coltivando il loro amore solo ed esclusivamente alla composizione di versi, tanto che Catullo dichiara nel carme 51: «Otium, Catulle, tibi molestum est:/otio exsultas nimiumque gestis» «L'ozio per te, Catullo, non è buono;/ nell'ozio smani e ti scalmani» (traduzione a cura di Nicola Gardini). Talvolta il poeta ostenta il suo disinteresse per i grandi uomini che lo circondavano e che stavano scrivendo la storia: «nihil nimium studeo, Caesar, tibi velle placere» «non m'interessa, Cesare, di andarti a genio» (carme 93), scrive al futuro conquistatore della Gallia. Da questa matrice callimachea proviene anche il gusto per la poesia breve, erudita e mirante stilisticamente alla perfezione. Si sviluppano, originari dell'alessandrinismo e nati da poeti greci come Callimaco, Apollonio Rodio, Teocrito, Asclepiade, Fileta di Cos e Arato, generi quali l'epillio, l'elegia erotico-mitologica e l'epigramma, che più sono apprezzati e ricalcati dai poeti latini.
Catullo stesso definì il suo libro expolitum (cioè "levigato") a riprova del fatto che i suoi versi sono particolarmente elaborati, le poesie raffinate e curate. Una delle caratteristiche peculiari della sua poetica è, infatti, la ricercatezza formale, il labor limae, con la quale il poeta cura e rifinisce i suoi componimenti. Inoltre, al contrario della poesia epica, l'opera catulliana intende evocare sentimenti ed emozioni profonde nel lettore, anche attraverso la pratica del vertere, rielaborando pezzi poetici di particolare rilevanza formale o intensità emozionale e tematica, in particolare come nel carmen 51, una emulazione del fr. 31 di Saffo, come anche i carmina 61 e 62, ispirati agli epitalami saffici.

Il carme 66, preceduto da una dedica ad Ortensio Ortalo, è una traduzione della Chioma di Berenice di Callimaco, che viene ripreso per mostrare l'adesione ad una raffinata elaborazione stilistica, una dottrina mitologica, geografica, linguistica ed infine la brevitas dei componimenti, con la convinzione che solo un carme di breve durata può essere un'opera raffinata e preziosa.
Notevole l'attenzione presente in alcuni Carmi per le problematiche legate al rapporto tra ripetizione, struttura e ri-uso (carmen 30), tra autobiografia e problematica dell'Interpretazione, e al rapporto mittente-messaggio-interpretazione. 

### Rassegne bibliografiche
- J. Granarolo, Catulle 1948-1973, in Lustrum, vol. 17, 1973-1974,  pp. 27-70.
- J. Granarolo, Catulle 1960-1985, in Lustrum, vol. 28-29, 1986-1987,  pp. 65-106.
- H. Harrauer, A Bibliography to Catullus, Hildesheim, 1979.
- J.P. Holoka, Gaiu Valerius Catullus. A Systematic Bibliography, New York-Londra, 1985.

### Traduzioni italiane
- Mario Rapisardi, Napoli, 1889.
- E. Stampini, Torino, 1921.
- U. Fleres, Milano, 1927.
- C. Saggio, Milano, 1928.
- Guido Mazzoni, Bologna, 1939.
- Salvatore Quasimodo, Milano, 1942.
- V. Errante, Milano, 1943.
- E. D'Arbela, Milano, 1946.
- Enzio Cetrangolo, Milano, 1950.
- Vincenzo Ciaffi, Torino, 1951.
- Giovanni Battista Pighi, Verona, 1961.
- E. Mazza, Parma, 1962.
- Guido Ceronetti, Torino, 1969.
- Mario Ramous, Milano, 1975.
- T. Rizzo, Roma, 1977.
- Francesco Della Corte, Milano, 1977.
- Enzo Mandruzzato, Milano, 1982.
- F. Caviglia, Roma-Bari, 1983.
- Giovanni Wesley D'Amico, Palermo, 1993.
- Gioachino Chiarini, Milano, 1996
- Guido Paduano, Torino, 1997.
- Luca Canali, Firenze, 2007.
- Alessandro Natucci, Roma, 2008, 2020 anche in formato Kindle
- Alessandro Fo, Torino, 2018.

### Commenti
- R. Ellis, Oxford 1876.
- A. Riese, Lipsia 1884.
- E. Baehrens, Lipsia 1885.
- G. Friedrich, Lipsia-Berlino 1908.
- W. Kroll, Lipsia 1923.
- Massimo Lenchantin de Gubernatis, Torino 1928.
- G. Fordyce, Oxford 1961.
- G.B. Pighi, Verona 1961.
- K. Quinn, Londra 1970.
- F. Della Corte, Milano 1977.
- F. Caviglia, Bari 1983.
- E. Merrill, Boston 1983.
- H.-P. Syndikus, Darmstadt 1984-1990.

### Studi
- Paolo Fedeli, Introduzione a Catullo, Roma-Bari, Laterza, 1990.
- J. Ferguson, Catullus, Oxford, 1988.
- E.A. Schimdt, Catull, Hidelberg, 1985.
- F. Della Corte, Due studi catulliani, Genova, 1951.
- C.L. Neduling, A Prosopography to Catullus, Oxford, 1955.
- D. Braga, Catullo e i poeti greci, Messina-Firenze, 1950.
- O. Hezel, Catull und das griechische Epigramm, Stuttgart, 1932.
- J.K. Newman, Roman Catullus and the Modification of the Alexandrian Sensibility, Hildesheim, 1990.
- A.L. Wheeler, Catullus and the Tradition of Ancient Poetry, Londra-Berkeley, 1934.
- Ulrich von Wilamowitz-Moellendorff, Catullus hellenistische Gedichte. in Hellenistische Dichtung in der Zeit des Kallimachos, II, Berlino 1924.
- Mario Rapisardi, Catullo e Lesbia. Studi, Firenze, Succ. Lemonnier, 1875.
- Enzo Marmorale, L'ultimo Catullo. Napoli, 1952
- P. Radici Colace, Il poeta si diverte. Orazio, Catullo e due esempi di poesia non seria, Giornale Italiano di Filologia XVI [XXXVII] 1, 1985, pp. 53-71.
- P. Radici Colace, Mittente-messaggio-destinatario in Catullo tra autobiografia e problematica dell'interpretazione, in AA.VV., Atti del Convegno “La componente autobiografica nella poesia greca e latina fra realtà e artificio letterario - Pisa 16-17 maggio 1991”, Pisa 1992, pp. 1-13.
- P. Radici Colace,, La "parola" e il "segno". Il rapporto mittente-destinatario e il problema dell'interpretazione in Catullo, Messana n.s.15, 1993, pp. 23-44.
- Giancarlo Pontiggia, Maria Cristina Grandi, Letteratura latina. Storia e testi. Vol. 2, Milano, Principato, marzo 1996, ISBN 978-88-416-2188-2.
- (EL) N. Kaggelaris, Wedding Cry: Sappho (Fr. 109 LP, Fr. 104a LP)- Catullus (c. 62, 20-5)- modern Greek folk songs, in E. Avdikos e B. Koziou-Kolofotia (a cura di), Modern Greek folk songs and history,  pp. 260-270.